# Dorcadion murrayi
Dorcadion murrayi là một loài bọ cánh cứng trong họ Cerambycidae.